# イエンラック県
イエンラック県（イエンラックけん、ベトナム語：Huyện Yên Lạc / 縣安樂?）は、ベトナム社会主義共和国ヴィンフック省の県。面積は107km²、人口は160,472人（2018年）である。